# Сепиолиды
Сепиолиды (лат. Sepiolidae) — семейство головоногих моллюсков из отряда Sepiolida, содержащее 15 родов в трёх или четырёх подсемействах.

## Описание
Мантия короткая длиной 1-8 см, сзади закругляется. Плавники спереди с заметными ушковидными выростами. Щупальца втягиваются. Размер присосок на руках (длинные щупальца) у самцов больше, чем у самок. Чернильный мешок обычно со светящимися органами. У самок правый яйцевод редуцирован. Идентификация многих представителей семейства возможна только по половозрелым самцам. Обитают обычно на шельфе или его склонах в придонном слое воды.

## Классификация
В мировой фауне около 50—60 видов в 14—15 родах и трёх подсемействах.
- Heteroteuthinae
  - Amphorateuthis Young, Vecchione & Roper, 2007
  - Heteroteuthis ray, 1849
  - Iridoteuthis Naef, 1912
  - Nectoteuthis Verrill, 1883
  - Sepiolina Naef, 1912
  - Stoloteuthis Verrill, 1881
- Rossiinae
  - Austrorossia Berry, 1918
  - Neorossia Boletzky, 1971
  - Rossia Owen, 1834
  - Semirossia Steenstrup, 1887
- Sepiolinae
  - Euprymna Steenstrup, 1887
  - Inioteuthis Verrill, 1881
  - Rondeletiola Naef, 1921
  - Sepietta Naef, 1912
  - Sepiola Leach, 1817
- incertae sedis
  - Choneteuthis Lu & Boucher-Rodoni, 2006